# 反转录转座子

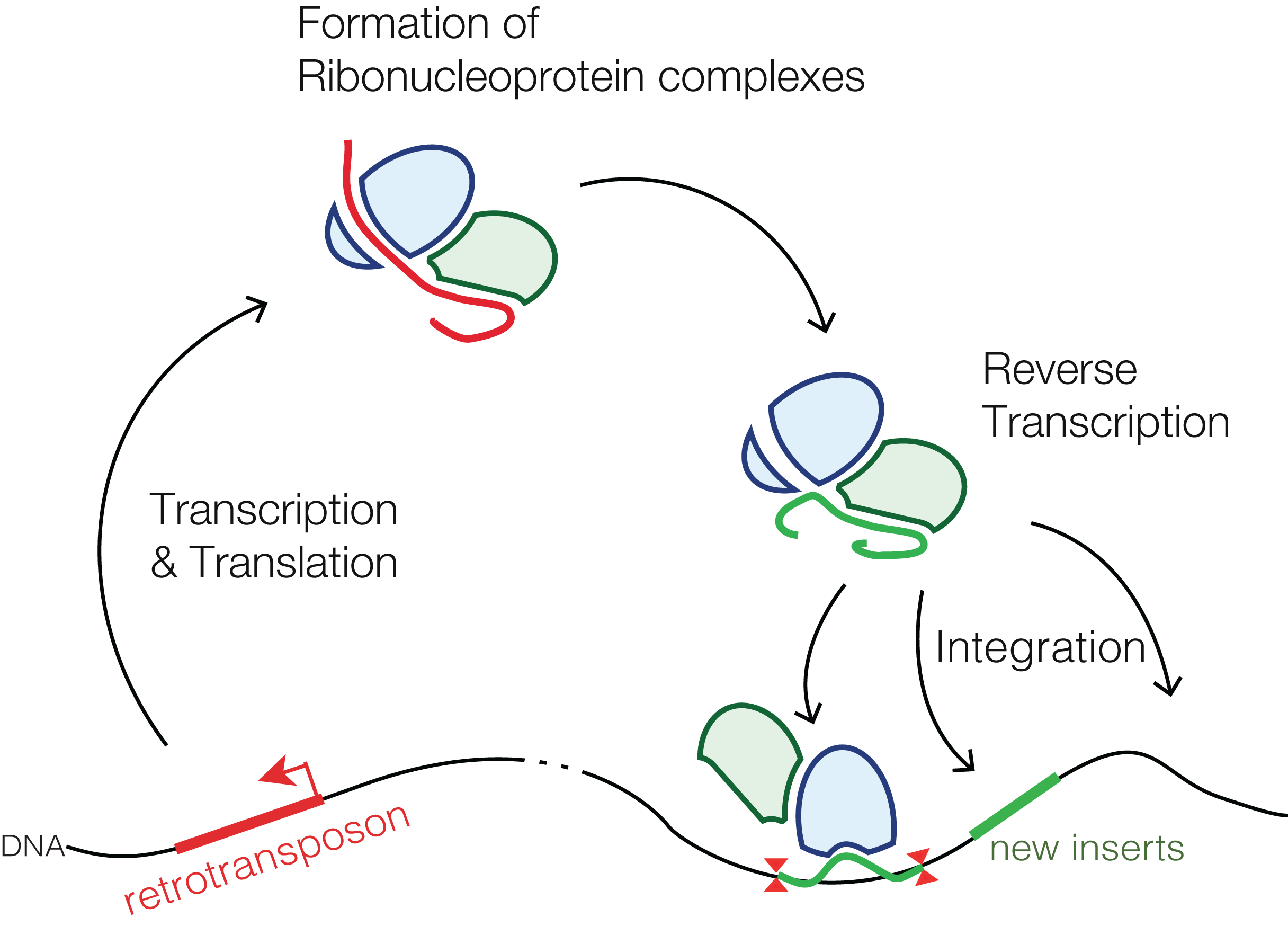
反转录转座子（左下）生命周期的简化表示

反转录转座子（Retrotransposon），又譯逆轉錄轉位子，是由RNA介导转座的转座子的元件，在结构和复制上与反转录病毒（retrovirus）类似，只是没有病毒感染必需的env基因。它通过转录合成mRNA，再逆转录合成新的元件整合到基因组中完成转座，每转座1次拷贝数就会增加1份，可以增強自己的基因組。因此，它是許多真核生物中数量最大的一类可活动遗传成分。在植物中特别丰富，它们是核DNA的一个主要组成部分。在玉米的基因组49-78％是反转录转座子，而在小麦中包含约90％的基因组重复序列和68％的转座子。在哺乳动物中，几乎有一半的基因组（45％至48％）包含转座子或残余转座子。人类基因组有大约42％反转录转座子，而DNA转座子约占2-3％。
反轉錄轉座子與反座子 (retroposon) 較為相似，然而兩者的主要區別為反轉錄轉座子具有反轉錄酶，而反座子沒有。

## 反转录转座子的两大类
反转录转座子可以分成两大类：
- 一类是LTR反转录转座子，包括Tyl-copia类和Ty3-gypsy类转座子，是具有长末端重复序列(long terminal repeats，LTR)的转座子，这也是反转录病毒基因组的特征性结构，这类反转录转座子可以编码反转录酶(Reverse transcriptases)或整合酶(integrases)，自主地进行转录，其转座机制同反转录病毒相似，但不能像反转录病毒那样以自由感染的方式进行传播，高等植物中的反转录转座子主要属于Tyl-copia类，分布十分广泛，几乎覆盖了所有高等植物种类。
- 另一类是非LTR反转录转座子，包括LINE(long interspersed nuclear elements，长散布核元件)类、SINE(Short interspersed nuclear elements，短散布核元件)类、复合SINE转座子类，没有长末端重复序列(non-long terminal repeats，non-LTR)，自身也没有转座酶或整合酶的编码能力，需要在细胞内已有的酶系统作用下进行转座。

所有反转录转座子都有一个共同特点，就是在其插入位点上产生短的正向重复序列。